# Коттонвуд-Шорс (Техас)
Коттонвуд-Шорс (англ. Cottonwood Shores) — місто (англ. city) в США, в окрузі Бернет штату Техас. Населення — 1403 особи (2020).

## Географія
Коттонвуд-Шорс розташований за координатами 30°33′8″ пн. ш. 98°19′29″ зх. д. / 30.55222° пн. ш. 98.32472° зх. д. (30.552128, -98.324708).  За даними Бюро перепису населення США в 2010 році місто мало площу 5,06 км², уся площа — суходіл.

## Демографія
Згідно з переписом 2010 року, у місті мешкали 1123 особи в 418 домогосподарствах у складі 283 родин. Густота населення становила 222 особи/км².  Було 488 помешкань (96/км²).
Расовий склад населення:
| - 82,1 % — білих - 1,2 % — чорних або афроамериканців - 0,6 % — корінних американців - 0,6 % — азіатів - 0,5 % — вихідців з тихоокеанських островів - 12,3 % — осіб інших рас |

До двох чи більше рас належало 2,7 %. Частка іспаномовних становила 28,4 % від усіх жителів.
За віковим діапазоном населення розподілялося таким чином: 26,4 % — особи молодші 18 років, 65,0 % — особи у віці 18—64 років, 8,6 % — особи у віці 65 років та старші. Медіана віку мешканця становила 34,8 року. На 100 осіб жіночої статі у місті припадало 100,2 чоловіків;  на 100 жінок у віці від 18 років та старших — 101,2 чоловіків також старших 18 років.
Середній дохід на одне домашнє господарство  становив 61 454 долари США (медіана — 45 391), а середній дохід на одну сім'ю — 73 640 доларів (медіана — 58 125). За межею бідності перебувало 13,3 % осіб, у тому числі 19,1 % дітей у віці до 18 років та 3,1 % осіб у віці 65 років та старших.
Цивільне працевлаштоване населення становило 761 особа. Основні галузі зайнятості: мистецтво, розваги та відпочинок — 28,3 %, роздрібна торгівля — 17,5 %, науковці, спеціалісти, менеджери — 13,0 %, освіта, охорона здоров'я та соціальна допомога — 10,9 %.